# A pláza ásza
A pláza ásza (eredeti cím: Paul Blart: Mall Cop) 2009-ben bemutatott amerikai filmvígjáték, amelyet Kevin James és Nick Bakay forgatókönyvéből Steve Carr rendezett. A főszerepben Kevin James, Jayma Mays, Keir O’Donnell, Bobby Cannavale, Stephen Rannazzisi és Shirley Knight látható.

## Cselekmény
Paul Blart a New Jersey államban található West Orange-ban él tizenéves lányával, Mayával és édesanyjával. A New Jersey állami rendőrségéhez szeretne bekerülni, ezért keményen edz a rendőrakadémián, de gyakori hipoglikémiája miatt megbukik, mielőtt befejezné a vizsgát. Blart biztonsági őrként dolgozik a West Orange Pavilion bevásárlóközpontban.
Blart egy Segwayen járőrözik a plázában, és elkezdi képezni az újonnan felvett Veck Simmst, aki kevés érdeklődést mutat a munka iránt. Közben Blart megismerkedik Amy Andersonnal, a KIOSK új eladójával. Paul másnap este találkozik vele egy étteremben, ahol a pláza többi alkalmazottja is jelen van. A dolgok kezdetben jól alakulnak, de Blart figyelmét elvonja nachos-evő barátja, Leon, akivel versenyez. A jalapeño erőspaprika több, mint amire Blart számított, emiatt véletlenül bőséges mennyiségű alkoholos margarita koktélt iszik, amit összetéveszt a limonádéval. Tönkreteszi a bulit, és egy ablakon átesve feldúltan távozik.
Két nappal később, a fekete péntek éjszakáján egy szervezett, a Santa's Village alkalmazottainak álcázott gengszterbanda rablásba kezd a bevásárlóközpontban. Túszul ejtik Amyt és másokat egy bankban, Simmsről pedig kiderül, hogy ő maga a banda vezetője, aki csak az előzetes terepszemle miatt lépett be dolgozni. A banda arra kényszeríti a vásárlók többségét, hogy hagyják el a bevásárlóközpontot, ezután mozgásérzékelőket helyeznek el minden bejáratnál, hogy tudják, ha valaki megpróbálna be- vagy kijutni az épületből.
Eközben az elfoglalt Blart RockBandet játszik az egyik üzletben, végül visszasétál a plázába, és felfedezi, hogy a vásárlók többsége nincs sehol. Hívja a rendőrséget, és azt tervezi, hogy elhagyja a plázát, de rájön, hogy Amy még mindig bent van, és úgy dönt, visszatér a keresésére. Megérkezik egy kommandós csapat James Kent parancsnokkal az élen. Kent, aki Blart egykori osztálytársa és zsarnoka volt gyerekkorából, átveszi a rendőri egységek irányítását, és utasítja Blartot, hogy inkább hagyja rájuk a munkát. Blart megtagadja, mivel neki előnye, hogy már bent van, és megkísérli a túszok mentését. Hatalmas túlerőben vannak, de felveszi a harcot Simms csapatával szemben, és egyenként levadássza őket. A betörők karján láthatatlan tintával írt hitelkártya-kódot fedez fel, és rájön, hogy terveik túlmutatnak a bank kirablásán.
Maya, aki nem tudja, mi történik, megjelenik a bevásárlóközpontban, hogy ételt vigyen Blartnak, de Simms emberei elkapják, és a túszok közé viszik. Blartnak sikerül legyőznie Simms összes bűntársát, és megpróbálja kiszabadítani a túszokat úgy, hogy a szellőzőn át kijuttatja őket. A terv kudarcot vall, mert Leon a termete miatt nem fér be. Simms belép a szobába, elfogja Blartot, és arra kényszeríti, hogy adja át a mobiltelefonján rögzített hitelkártya-kódokat. Simms elmenekül, magával viszi Amyt és Mayát. Miközben a kommandósok rajtaütnek a bevásárlóközponton, Blart kölcsönkér egy kiállított kisbuszt, és Kenttel a repülőtérig üldözi Simmst, ahonnan az a Kajmán-szigetekre próbál elmenekülni.
Rövid dulakodás után Blart legyőzi Simmst, és megbilincseli. Azonban pillanatokkal később Kent fegyvert ránt Blartra, és kiderül, hogy ő is Simmsnek dolgozik. Kent a kódokat tartalmazó telefont követeli Blarttól, aki ezt megtagadja, és megsemmisíti a telefont. Mielőtt Kent megtorlásképpen lelőhetné, megérkezik Brooks rendőrfőnök a bevásárlóközpont biztonsági csapatából, és karon lövi Kentet. Kentet és Simmst letartóztatják, Amyt és Mayát pedig épségben kihozzák.
Bátorságáért és életmentő segítségéért Howard munkát ajánl Blartnak a New Jersey-i állami rendőrségnél. Blart visszautasítja, inkább marad a pláza biztonsági szolgálatánál. Blart és Amy végül a bevásárlóközpontban házasodnak össze, ahol egy fekete-fehér Segwayen tesznek egymásnak fogadalmat.

## Szereplők

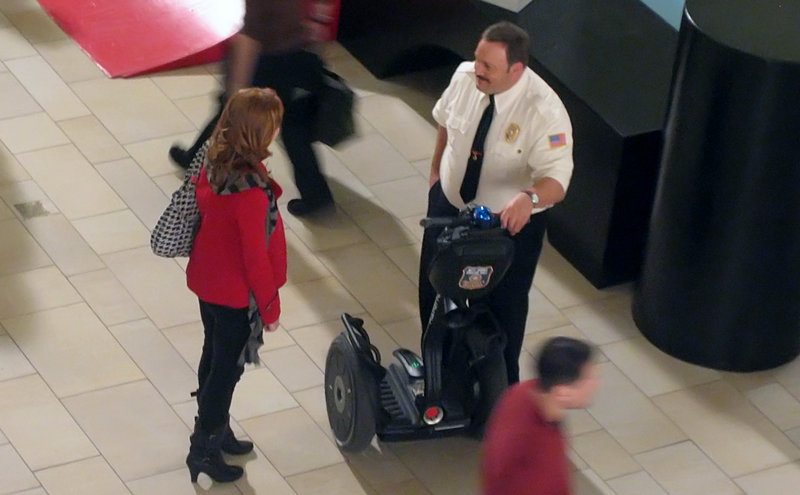
A repülőtéri jeleneteket az LG Hanscom Field-en (Bedford, Massachusetts) forgatták

| Szerep                       | Színész            | Magyar hang      |
| ---------------------------- | ------------------ | ---------------- |
| Paul Blart, biztonsági őr    | Kevin James        | Holl Nándor      |
| Amy Anderson                 | Jayma Mays         | Peller Anna      |
| Veck Simms                   | Keir O’Donnell     | Dolmány Attila   |
| James Kent parancsnok        | Bobby Cannavale    | Dózsa Zoltán     |
| Howard őrmester              | Adam Ferrara       | Szatmári Attila  |
| Brooks rendőrfőnök           | Peter Gerety       | Orosz István     |
| Stuart                       | Stephen Rannazzisi | Hannus Zoltán    |
| Leon                         | Jamal Mixon        | Elek Ferenc      |
| Pahud                        | Adhir Kalyan       | N/A              |
| Vijay                        | Erick Avari        | Cs. Németh Lajos |
| Maya Blart, Paul Blart lánya | Raini Rodriguez    | Nagy Katica      |
| Margaret Blart               | Shirley Knight     | N/A              |
| dörzsölt biztonsági ember    | Allen Covert       | Beratin Gábor    |
| karaoke énekes               | Gary Valentine     | N/A              |

## Folytatás
A Sony Corporation 2009 januárjában érdeklődést mutatott a film folytatásának elkészítése iránt. 2014 elején megerősítették, hogy a forgatás 2014 áprilisában megkezdődött. A folytatás rendezésére Andy Fickman kapott megbízást, Kevin James pedig Nick Bakay-val közösen írta a forgatókönyvet, aki a főszerepébe is visszatér. A folytatás A pláza ásza Vegasban címet kapta, és 2015. április 17-én jelent meg.

## Fordítás
- Ez a szócikk részben vagy egészben  a   Paul Blart: Mall Cop című angol Wikipédia-szócikk fordításán alapul.  Az eredeti cikk szerkesztőit annak laptörténete sorolja fel. Ez a jelzés csupán a megfogalmazás eredetét és a szerzői jogokat jelzi, nem szolgál a cikkben szereplő információk forrásmegjelöléseként.